# یوجو (کره جنوبی)
یئوجو (به لاتین: Yeoju) یک شهر و تقسیمات کشوری کره جنوبی در کره جنوبی است که در گیونگی-دو واقع شده‌است. یئوجو ۶۰۸٫۶۴ کیلومتر مربع مساحت و ۱۰۴٬۷۷۴ نفر جمعیت دارد.